# Bronchales
Bronchales è un comune spagnolo di 472 abitanti situato nella comunità autonoma dell'Aragona.